# Chemioipertermia
La chemioipertermia è un metodo innovativo per svolgere la chemioterapia.

## Storia
Le proprietà terapeutiche del calore erano già conosciute nel passato: ne esistono tracce a partire dal 2000 avanti Cristo e l'uso dei ferri caldi nella cura del cancro è riportato da Galeno ed Ippocrate. La ricerca di nuove modalità di trattamento che avessero come caratteristica l'assenza pressoché totale di effetti collaterali sistemici, ha fatto rinascere l'interesse per l'ipertermia come scelta terapeutica antitumorale,  attraverso studi clinici atti a determinare i meccanismi mediante i quali il calore sarebbe in grado di indurre la morte cellulare direttamente o mediante un effetto sinergico con alcuni farmaci e radiazioni.
Negli anni ‘60 furono condotte presso l'Istituto Regina Elena per lo Studio e la Cura dei Tumori e l'Istituto di Chimica Biologica dell'Università “ La Sapienza” Roma, una serie di ricerche biochimiche e sperimentali che, partendo da sporadiche osservazioni presenti in letteratura fin dal 1866, dimostrarono una sensibilità selettiva al calore delle cellule di tumori sperimentali ed umani in vitro.

## Utilizzi
Usata soprattutto nei casi di carcinosi peritoneali e pleuriche (mesotelioma pleurico maligno epiteliomorfo o reimpianti pleurici di timoma), consiste nell'introduzione in cavità peritoneale o pleurica della soluzione chemioterapeutica a temperatura maggiore rispetto a quella fisiologica e sufficientemente alta da indurre l'effetto additivo/sopra-additivo.
Sono presenti più tecniche, tutte presentano una pompa per stabilire un flusso di soluzione, uno scambiatore di calore, il quale porta la soluzione a temperature tra i 40 °C e i 43 °C, che generalmente fanno seguito alla rimozione del tumore.
I tempi di tale procedura vanno dai 60 ai 120 minuti con flussi di 0.5 ai 3 litri/minuti e sono quasi sempre eseguite in sala operatoria.

## Farmaci usati
Non tutti i chemioterapici hanno dimostrato un'azione sinergica con l'ipertermia nell'azione antiblastica. Tra quelli più attivi vi sono alcuni agenti alchilanti (melphalan, cisplatino), le antracicline (doxorubicina), e alcuni antibiotici (mitomicina C).